# Wartensteinbahn
| Streckenlänge: | 0,788 km            |                                                |                                                |
| Spurweite: | 1000 mm (Meterspur) |                                                |                                                |
| Maximale Neigung: | 303 ‰               |                                                |                                                |
| Zahnstangensystem: | von Roll            |                                                |                                                |
| |                     |                                                |                                                |
| \| \| \| Bad Ragaz \| 520 m ü. M. \| \| \| \| Brücke bei der Talstation (etwa 10 m) \| \| \| \| \| Pfäferserstrasse in Tunnel \| \| \| \| \| Kurvenviadukt mit sieben Bögen (80 m) \| \| \| \| \| Ausweichstelle (Abtsche Weiche) \| \| \| \| \| Tunnel St. Niklausen (unter der Strasse; 51 m) \| \| \| \| \| Viadukt mit zwei Bögen (50 m) \| \| \| \| \| Tunnel Wartenstein (21 m) \| \| \| \| \| Wartenstein \| 747 m ü. M. \| |                     |                                                |                                                |
| U-Bahn-Kopfbahnhof Streckenanfang (Strecke außer Betrieb) |                     | Bad Ragaz                                      | 520 m ü. M.                                    |
| U-Bahn-Brücke (Strecke außer Betrieb) |                     | Brücke bei der Talstation (etwa 10 m)          | Brücke bei der Talstation (etwa 10 m)          |
| |                     | Pfäferserstrasse in Tunnel                     |                                                |
| U-Bahn-Brücke (Strecke außer Betrieb) |                     | Kurvenviadukt mit sieben Bögen (80 m)          | Kurvenviadukt mit sieben Bögen (80 m)          |
| |                     | Ausweichstelle (Abtsche Weiche)                |                                                |
| U-Bahn-Tunnel (Strecke außer Betrieb) |                     | Tunnel St. Niklausen (unter der Strasse; 51 m) | Tunnel St. Niklausen (unter der Strasse; 51 m) |
| U-Bahn-Brücke (Strecke außer Betrieb) |                     | Viadukt mit zwei Bögen (50 m)                  | Viadukt mit zwei Bögen (50 m)                  |
| U-Bahn-Tunnel (Strecke außer Betrieb) |                     | Tunnel Wartenstein (21 m)                      | Tunnel Wartenstein (21 m)                      |
| U-Bahn-Kopfbahnhof Streckenende (Strecke außer Betrieb) |                     | Wartenstein                                    | 747 m ü. M.                                    |

Die Wartensteinbahn, eigentlich: Drahtseilbahn Ragaz–Wartenstein (RW), war eine Standseilbahn im Schweizer Kanton St. Gallen. Sie führte von Bad Ragaz (bis 1937 Ragaz) nach Wartenstein in der Gemeinde Pfäfers. Die Wasserballast-Seilbahn bestand zwischen 1892 und 1964.

## Geschichte

Blick ins Tal auf Bad Ragaz, im Vordergrund die Wartensteinbahn (Drahtseilbahn), im Hintergrund Ruine Wartenstein, Oktober 1911

Ragaz war zur Zeit des Baus der Standseilbahn einer der bedeutendsten Kurorte der Schweiz. Das 36,5 Grad warme Heilwasser wird seit dem 19. Jahrhundert aus dem Taminatal nach Ragaz geleitet.
Die Standseilbahn wurde durch die Maschinenfabrik Bern errichtet, um Badegäste von Ragaz zum hohen Wartenstein, ein Vorgebirge kurz vor Pfäfers, zu bringen. Vom Wartenstein aus hatten die Kurgäste eine wundervolle Aussicht auf die umliegenden Berge und das Churer Rheintal.
Die Strecke wurde am 1. August 1892 eröffnet und am 25. Oktober 1964 zum letzten Mal befahren.

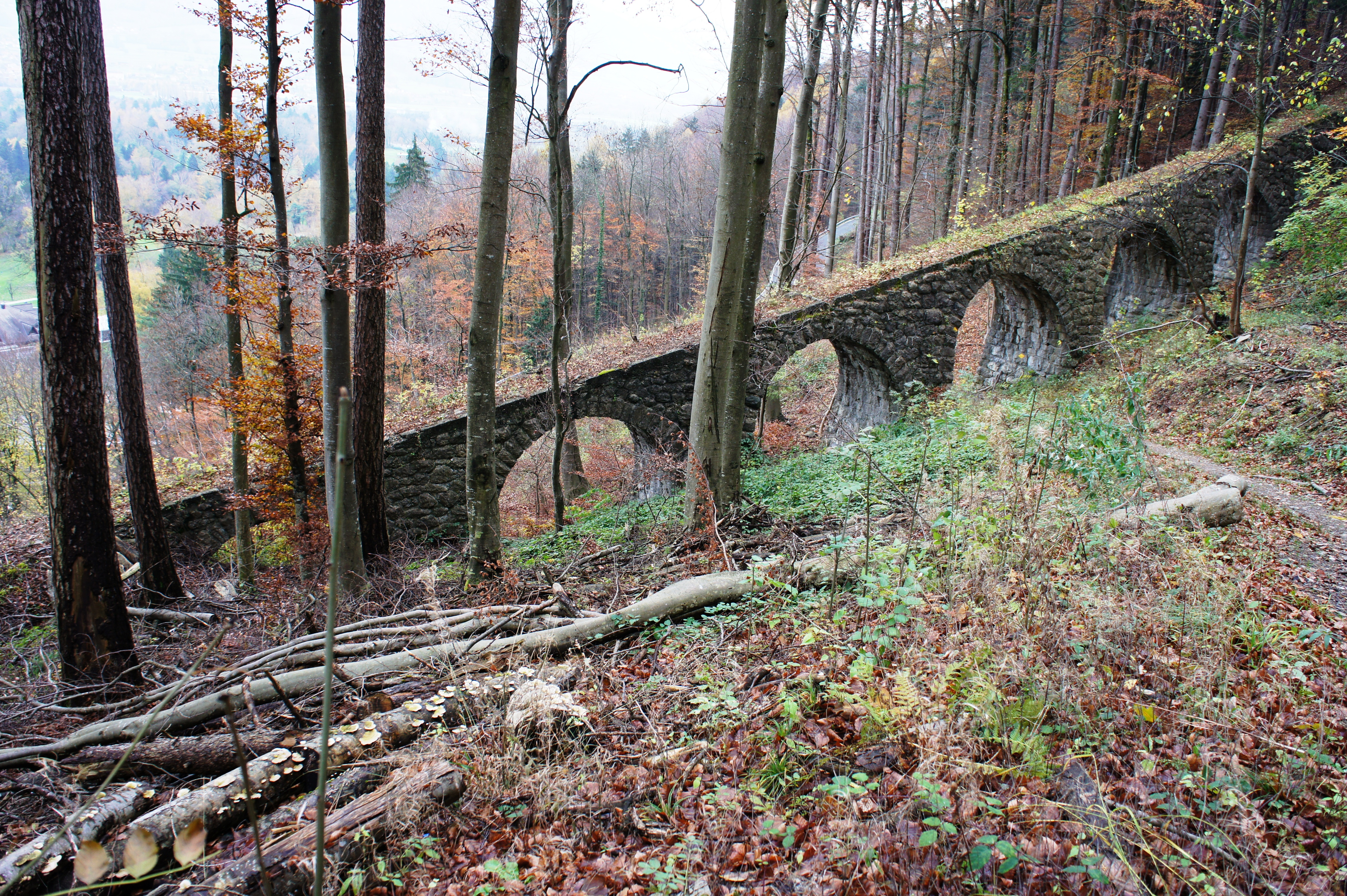
Das Kurvenviadukt

## Strecke
Die Strecke mit 788 Metern Betriebs- und 796 Metern Baulänge verliess die auf 520 m ü. M. liegende Talstation über eine kurze Brücke und stieg mit durchschnittlich 27 % Steigung gegen den 227 Meter höher gelegenen Wartenstein (Station 747 m ü. M.). Die grösste Steigung betrug 30,3 %. Das erste Streckenstück wird von der Strasse nach Pfäfers in einem Tunnel unterfahren. Später folgt ein 80 m langes Kurvenviadukt mit sieben Bögen. Nach der Ausweiche in der Streckenmitte folgen der 51 m lange Tunnel St. Niklausen unter der Strasse, der zweite Viadukt und der 21 m lange Tunnel Wartenstein.

## Technik
Der Antrieb der Bahn erfolgte direkt durch Wasserballast. Der talwärts fahrende Wagen zog mit vollem Wassertank den bergwärts fahrenden Wagen. Zumindest bis 1920 wurden keine nennenswerten Unterhalts- und Erneuerungsarbeiten ausgeführt.

## Rollmaterial
Die Ragaz–Wartenstein-Bahn besass zwei Personenwagen à 28 Plätze. Für den geringen Güterverkehr von rund 20–30 t pro Jahr waren keine eigenen Fahrzeuge vorhanden; er wurde mit den beiden Personenwagen abgewickelt.

## Betrieb

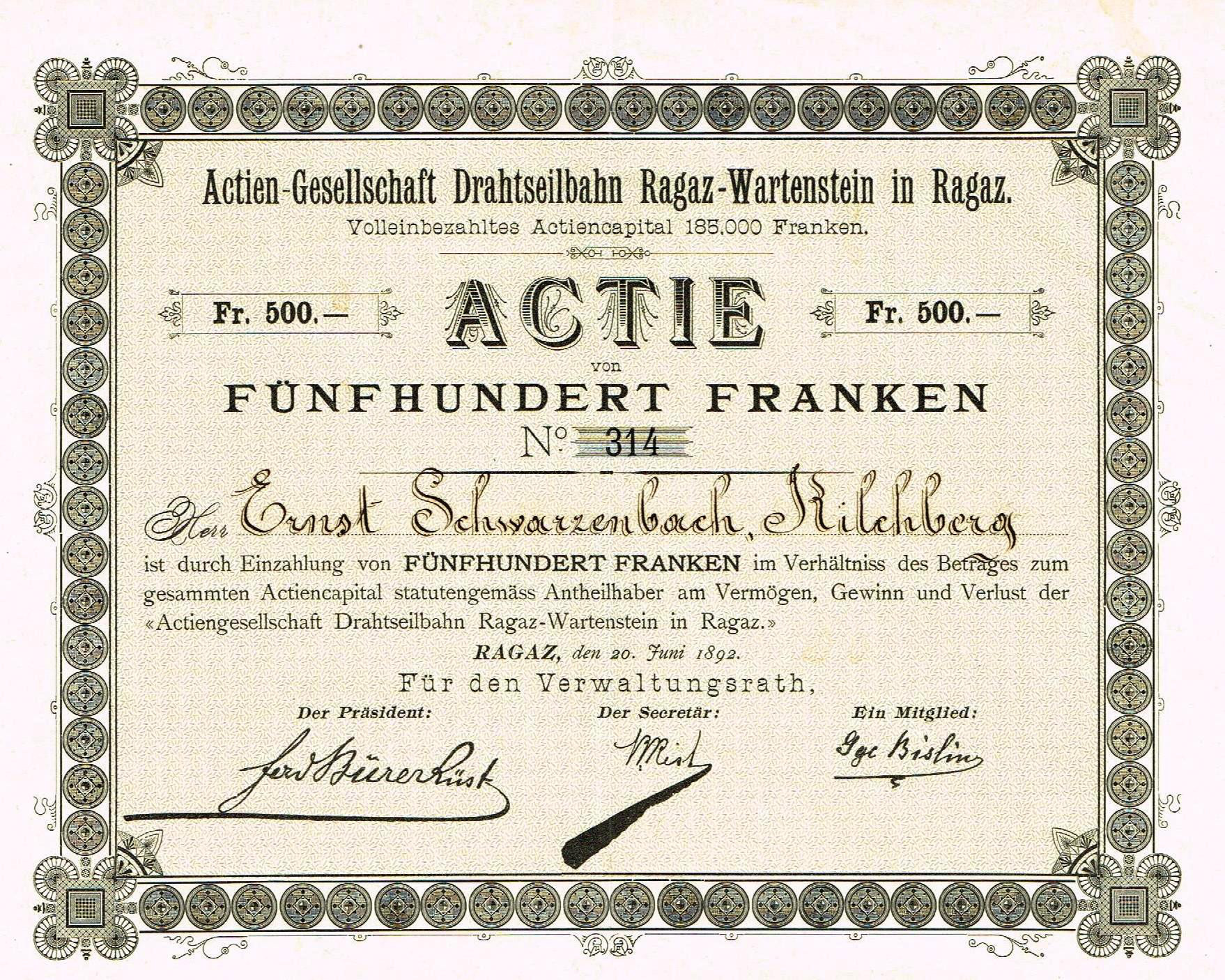
Namensaktie über 500 Franken der AG Drahtseilbahn Ragaz–Wartenstein vom 20. Juni 1892

Die Bahn wurde nur in den Sommermonaten betrieben. In der Zwischenkriegszeit wurden vierzig bis sechzig Kurse pro Tag geführt. Der Güterverkehr war mit üblicherweise zwanzig bis dreissig Tonnen pro Jahr äusserst gering. Der überraschend hohe Personalbestand von 7 Personen wurde per 1918 auf 4 reduziert, ohne dass dies wesentliche Fahrplaneinbussen mit sich brachte.
Bei der Gründung der Actien-Gesellschaft Drahtseilbahn Ragaz-Wartenstein in Ragaz wurden 270 Aktien à 500 Franken Nennwert ausgegeben. Daneben gab es noch eine Anleihe. Der Nennwert wurde im Laufe der Zeit auf 100 Franken reduziert und dann wieder auf 150 Franken erhöht. Bis zum Ausbruch des Ersten Weltkrieges wurde das Aktienkapital mit drei bis vier Prozent verzinst, anschliessend waren die Gewinne zu klein.

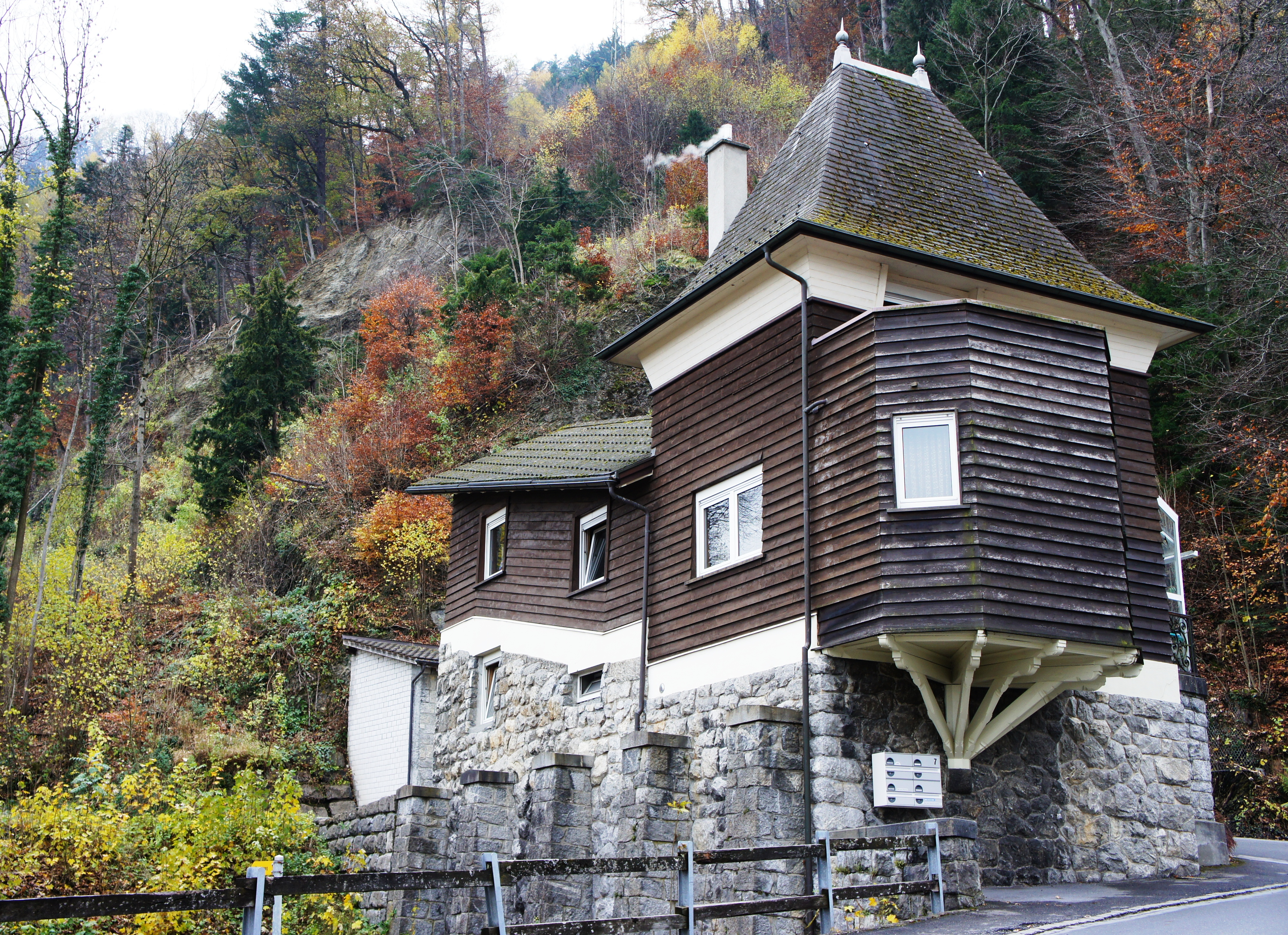
Die ehemalige Talstation

## Heutige Situation
Das Trassee ist weitgehend erhalten geblieben, insbesondere die beiden Viadukte und Tunnel. Die Talstation ist in ein Wohnhaus umgebaut worden; die Brücke an der Stationsausfahrt hingegen fehlt. Die Bergstation wurde abgebrochen; die Fundamente sind weitgehend bei der Verbreiterung der Strasse überdeckt worden.
Ein Förderverein Wartensteinbahn wollte den Wiederaufbau der Bahn erreichen. Eine 2018 erstellte Machbarkeitsstudie bestätigte, dass ein Wiederaufbau auf dem grösstenteils noch bestehenden Trassee möglich wäre und rund 9,5 Millionen Franken kosten würde. Laut einem Zeitungsartikel vom 29. Juli 2020 sei das Projekt wegen der Corona-Pandemie auf Eis gelegt. In einem weiteren Zeitungsartikel vom 11. Dezember 2020 wird über den Verkauf des Hotels Wartenstein informiert und dass dessen neue Eigentümer mit den Bahninitianten Gespräche führen wollten. 2022 teilte der Förderverein mit, dass der neue Eigentümer des Hotels dieses nicht mehr öffentlich betreiben wolle. Aus Sicht der Bahninitianten macht der Wiederaufbau der Standseilbahn ohne Gastronomie bei der Bergstation keinen Sinn. Das Projekt wird darum bis auf weiteres sistiert und bereits gezahlte Spendenbeiträge zurückgezahlt.